# Белосельский, Михаил Васильевич
Князь Михаил Васильевич Белосельский (ум. 1634) — русский государственный и военный деятель, воевода в Смутное время во времена правления Михаила Фёдоровича.
Из княжеского рода Белосельские. Единственный сын князя Василия Ивановича Белосельского.

## Биография
В 1610 году воевода в Вязьме. В 1614 году служил воеводой в Торжке. «И князю Михайлу велено быти к Москве, а в Торжку велено быть воеводе Ивану Федорову сыну Наумову». В том же году отправлен вторым воеводой в Самару, откуда в 1615 году был отозван в Москву. В 1616 году «по ногайским вестям» царь Михаил Фёдорович приказал быть ему в Москве «ко деревянному городу», среди других воевод, которым было указано служить без мест. Князь М. В. Белосельский и воевода Ф. Л. Бутурлин руководили защитой района от Арбатских до Тверских ворот, под их начальством находились 40 дворян и детей боярских из разных городов и 53 дворовых людей. В сентябре того же 1616 года по царскому указу князь Михаил Васильевич был назначен в Псков в качестве вылазного воеводы. Второй вылазный воевода И. К. Карамышев бил челом царю на князя М. В. Белосельского, в результате оба получили отставку.
В августе 1617 года князь Михаил Васильевич Белосельский был назначен вторым воеводой в Вязьме, став заместителем стольника князя Петра Ивановича Пронского. Воеводы получили приказ занять Дорогобуж и очистить город от поляков. Осенью 1617 года королевич Владислав Ваза во главе польско-литовской армии выступил в поход на Москву, заняв Дорогобуж, который сдал ему местный воевода И. Ададуров. При приближении польско-литовской армии к Вязьме воеводы П.И. Пронский и Михаил Белосельский вместе с гарнизоном бежали из города в Можайск. В конце октября польско-литовские войска занял оставленную Вязьму. Царь Михаил Фёдорович отправил в Можайск Исаака Сунбулова, который арестовал малодушных воевод и доставил их в Москву. Князья были высечены кнутом и отправлены в ссылку в Сибирь, а всё их имущество было конфисковано. В 1618 году князь Михаил Белосельский был помилован, возвращен из ссылки и назначен воеводой в Дорогобуж.
12 июля 1622 года князь Михаил Васильевич Белосельский подал челобитную на своего племянника князя Якова Белосельского, который во время его сибирской ссылки продал его лошадей и сдал дядино поместье в галицком уезде.
В 1627-1636 годах в Боярской книге записан московским дворянином. В 1627—1629 годах он был на воеводстве в Березове, откуда был отозван в Москву, где его заменил воевода Воин Тимофеевич Пушкин. В октябре 1629 года по царскому приказу, за городом, по Тверской дороге, участвовал во встрече французского посла Людовика, затем был назначен к нему «приставом». Думный дьяк Андрей Окунев, первый пристав при французском после, сопровождавший его из Пскова до Москвы, бил челом думному дьяку Фёдору Лихачеву на князя Михаила Белосельского. В Москве Окунев вторично бил челом на него, который в ответ также подал челобитье на Окунева, заявив, что он его бесчестит, а «менши его быть ему мочно». В качестве пристава французского посла М. В. Белосельский присутствовал при приёме последнего царём Михаилом Фёдоровичем. В феврале 1630 года князь Михаил Васильевич Белосельский был в золоте среди других думных дворян при приёме царём шведского посольства. В 1631 году назначен на воеводство в Ржев (Ржеву Володимерову).
В 1632—1634 годах участвовал в Смоленской войне против Речи Посполитой, был назначен вторым воеводой передового полка под командованием боярина князя Семёна Васильевича Прозоровского. Передовой полк под командованием С. В. Прозоровского и М. В. Белосельского взял Белую. Воеводы оставили в крепости небольшой гарнизон (200 чел.) и двинулись под Смоленск, где в январе 1633 года соединились с большим полком русской армии под предводительством боярина Михаила Борисовича Шеина и окольничего Артемия Васильевича Измайлова. Под командованием  С.В. Прозоровского и Михаила Белосельского находилось 3965 человек. Летом 1633 года русские войска, осаждавшие город были блокированы под стенами крепости польско-литовской армией. Во время смоленской осады князь Михаил Васильевич Белосельский тяжело заболел.
В феврале 1634 года, после переговоров с польским командованием, главные русские воеводы капитулировали, оставив в руках противника свой обоз и всю артиллерию. Во время выхода русских войск из города, воевода Михаил Васильевич Белосельский ехал впереди войска в санях, так как был болен. Подъехав к королю Владиславу, который сам руководил построением польско-литовских полков, он остановился, пропустил мимо себя один полк и ждал прибытия остальных царских воевод. Когда русские полки, проходя мимо польского лагеря, сложили к ногам короля свои знамёна, М. Б. Шеин, А. В. Измайлов, С. В. Прозоровский и другие воеводы поклонились перед королём до самой земли.
Царское правительство, недовольное катастрофой русской армии под Смоленском, организовало судебный процесс против воевод Михаила Борисовича Шеина, Артемия Васильевича Измайлова, Семена Васильевича Прозоровского и Михаила Васильевича Белосельского. В конце апреля 1634 года в Москве были казнены главные воеводы М. Б. Шеин и А. В. Измайлов, а их семьи были отправлены в ссылку. Первый воевода передового полка князь С. В. Прозоровский вместе с семьей был сослан в Нижний Новгород. Второй воевода передового полка князь Михаил Васильевич Белосельский также был приговорен к ссылке в Сибирь, а его имущество подлежало конфискации. Но он избежал казни из-за того, что все ратные люди засвидетельствовали о его болезни во время осады Смоленска. Тяжело больной Михаил Васильевич Белосельский был оставлен в столице, где в том же году скончался, не оставив после себя потомства.

## Критика
П.Н. Петров в "Истории родов русского дворянства" приписывает все показанные воеводские и иные службы князя Михаила Васильевича Белосельского — князю Захару Васильевичу Белосельскому, указывая, что его отцом был князь Василий Иванович Белосельский и у которого был ещё один сын. Сам князь Михаил Васильевич в данном источнике — не показан.
В Боярской книге 1636 (7144) года показан ещё в живых, в чине московского дворянина.